# Бермудский дятел
Бермудский дятел (лат. Colaptes oceanicus) — вымерший вид дятлов из рода шилоклювых дятлов. Он был эндемиком Бермудских островов и известен только по ископаемым останкам, датируемым поздним плейстоценом и голоценом.

## Вымирание
Хотя большая часть останков относится к отложениям позднего плейстоцена, обнаруженным Сторрсом Л. Олсоном, Дэвидом Б. Уингейтом и другими учёными в пещере Адмиралов, карьере Уилкинсона и в пещере Уолсингем Синк в округе Гамильтон на Бермудских островах в 1981 году, возле пруда Спиттал была обнаружена одна предплюсневая кость птенца, которая относится к голоценовому слою.